# Tim Wright
Pour les articles homonymes, voir Wright.
Tim Wright (31 juillet 1967), alias CoLD SToRAGE, est un compositeur britannique, connu pour son implication dans l'industrie du jeu vidéo. Il a composé les musiques et conçu les effets sonores d'une cinquantaine de jeux, notamment pour la série WipEout.

## Biographie
Après s'être fait remarquer par l'intermédiaire d'une démo (Puggs in Space), Tim Wright commence sa carrière en indépendant en 1990, travaillant principalement sur les productions Amiga de  Psygnosis. Il fait ses débuts sur le titre Shadow of the Beast II puis enchaîne sur des dizaines de titres comme Awesome, Lemmings, Leander, Agony ou Aquaventura. À cette époque, son jeune frère, Lee, programme toutes les playroutines de ces morceaux (cf. module).
En 1994, il est embauché à plein temps par les Studios Psygnosis... Maintenant devenu SCE Studio Liverpool, œuvrant sur WipEout et WipEout 2097, des jeux à l'audience internationale qui le révèle à un plus large public. Il compose aussi la bande-son de la simulation spatiale Colony Wars, sa première véritable incursion dans le domaine orchestral.
En 1997, il rejoint la société Jester Interactive où il travaille sur la série de logiciels de création musicale Music. Il rejoint plus tard la société Checkmate Solutions où il œuvre sur trois épisodes de la série eJay. En 2003, il fonde sa propre compagnie, Tantrumedia, qui fournit des services internet.
En 2005, il sort MELT, un premier double album, et signe un morceau de la bande-son de wipEout Pure. En 2008, il sort deux nouveaux albums : Android Child, orienté ambient, et CoLD SToRAGE HD, écrit spécifiquement pour wipEout HD. En 2009, l'album Project Moonbounce 2009 mêle sa passion de la musique et de l'astronomie : il incorpore des signaux enregistrés après que ceux-ci rebondissent sur la lune qui lui servit de satellite-parabole naturel.
Tim Wright est marié à Claire avec qui il a eu un enfant.

## Musiques de jeu vidéo
- Awesome (1990)
- Carthage (1990)
- The Killing Game Show (1990)
- Shadow of the Beast II (1990)
- Powermonger (1990)
- Armour-Geddon (1991)
- Leander (1991)
- Lemmings (1991)
- Tentacle (1991)
- Agony (1992)
- Aquaventura (1992)
- Shadow of the Beast III (1992)
- Magician's Castle (1994)
- Microcosm (1994)
- No Escape (1994)
- Phoenix Rising (1994)
- Puggsy (1994)
- Sensible Soccer (1994, vers. Mega-CD)
- WipEout (1995)
- WipEout 2097 (1996)
- Krazy Ivan (1996)
- adidas Power Soccer International '97 (1997)
- Codename: Tenka (1997)
- Colony Wars (1997)
- La série Music (1998 à 2003)
- La série eJay (2004 à 2006)
- WipEout Pure (2005)
- Hellgate (2008)
- Gravity Crash (2009)

## Albums
- MELT (2005)
- Android Child (2008)
- CoLD SToRAGE HD (2008)
- Project Moonbounce 2009 (2009)
- Gravity Crash Anthems (2010)